# Feldbahn Baranowitschi–Kriwoschin–Lesnaja
| Gleissperre an der Breitspurbahn Brest–Minsk Liste der Feldbahn-Stationen, 1916 |                     |                                          |                                          |
| Östlicher Teil des Streckenverlaufs |                     |                                          |                                          |
| Streckenlänge: | ca. 75 km           |                                          |                                          |
| Spurweite: | 600 mm (Schmalspur) |                                          |                                          |
| |                     |                                          |                                          |
| \| \| \| Breitspurbahn Brest–Minsk \| \| \| \| Nowyi-Baranowitschi \| \| \| \| zum Bahnhof Staryi-Baranowitschi \| \| \| \| Grabowez Грабавец \| \| \| \| Wel Łuki Вялікія Лукі (Баранавіцкі раён) \| \| \| \| Sawin Завінне \| \| \| \| Brest–Pinsk \| \| \| \| Marynowo Марынова \| \| \| \| Pod Sokolje Падсаколле \| \| \| \| Myschankabrücke \| \| \| \| Myschanka \| \| \| \| Kriwoschin \| \| \| \| Brest–Pinsk \| \| \| \| Breitspurbahn Brest–Minsk \| \| \| \| Lesnaja Лясная (Баранавіцкі раён) \| |                     |                                          |                                          |
| Bahnhof quer |                     | Breitspurbahn Brest–Minsk                | Breitspurbahn Brest–Minsk                |
| Kopfbahnhof Streckenanfang (Strecke außer Betrieb) |                     | Nowyi-Baranowitschi                      | Nowyi-Baranowitschi                      |
| Abzweig geradeaus und von rechts (Strecke außer Betrieb) |                     | zum Bahnhof Staryi-Baranowitschi         | zum Bahnhof Staryi-Baranowitschi         |
| Bahnhof (Strecke außer Betrieb) |                     | Grabowez Грабавец                        | Grabowez Грабавец                        |
| Bahnhof (Strecke außer Betrieb) |                     | Wel Łuki Вялікія Лукі (Баранавіцкі раён) | Wel Łuki Вялікія Лукі (Баранавіцкі раён) |
| Bahnhof (Strecke außer Betrieb) |                     | Sawin Завінне                            | Sawin Завінне                            |
| Bahnübergang (Strecke außer Betrieb) |                     | Brest–Pinsk                              | Brest–Pinsk                              |
| Haltepunkt / Haltestelle (Strecke außer Betrieb) |                     | Marynowo Марынова                        | Marynowo Марынова                        |
| Bahnhof (Strecke außer Betrieb) |                     | Pod Sokolje Падсаколле                   | Pod Sokolje Падсаколле                   |
| Bahnhof (Strecke außer Betrieb) |                     | Myschankabrücke                          | Myschankabrücke                          |
| Brücke über Wasserlauf (Strecke außer Betrieb) |                     | Myschanka                                | Myschanka                                |
| Bahnhof (Strecke außer Betrieb) |                     | Kriwoschin                               | Kriwoschin                               |
| Bahnübergang (Strecke außer Betrieb) |                     | Brest–Pinsk                              | Brest–Pinsk                              |
| Kreuzung (Strecke geradeaus außer Betrieb) |                     | Breitspurbahn Brest–Minsk                | Breitspurbahn Brest–Minsk                |
| Kopfbahnhof Streckenende (Strecke außer Betrieb) |                     | Lesnaja Лясная (Баранавіцкі раён)        | Lesnaja Лясная (Баранавіцкі раён)        |

Die Feldbahn Baranowitschi–Kriwoschin–Lesnaja war eine während des Ersten Weltkriegs vom deutschen Heer in Belarus betriebene Feldbahn.

## Geschichte
Zur Vorbereitung der Schlacht von Baranowitschi verlegte die in Brest-Litowsk stationierte, deutsche Militäreisenbahndirektion M.E.D. 6 eine militärische Feldbahn, die zum Transport von Soldaten, Nachschub und Munition betrieben wurde.

## Streckenverlauf
Der Anfangsbahnhof der Feldbahn, Baranowitschi, war ein wichtiger Eisenbahnknotenpunkt, weil sich hier folgende Breitspur-Bahnstrecken kreuzten:
- Warschau–Brest–Baranowitschi-Minsk-Moskau, nördlich um die Sümpfe herum
- Vilnius-Baranowitschi-Luninez-Sarny–Riwne (Wilna-Baranowitsch-Luninez-Sarny-Rowno-Kiew) in Nord-Süd-Richtung

Die etwa 75 km lange Feldbahn mit einer Spurweite von 600 mm verlief parallel zur Front vom Anfangsbahnhof Baranowitschi über Grabowez, Wel Łuki, Sawin, Pod Sokolje und eine Myschankabrücke nach Kriwoschin und von dort zum Anfangsbahnhof Lesnaja. Die kurvenreiche Strecke durchquerte das sumpfige und während der Schneeschmelze oft überschwemmte Sumpf-Polesien in Nord-Süd-Richtung auf einer Kette trockener Sandinseln und in Ost-West-Richtung zum Teil am Straßenrand und auf schon zuvor bestehenden Dämmen.

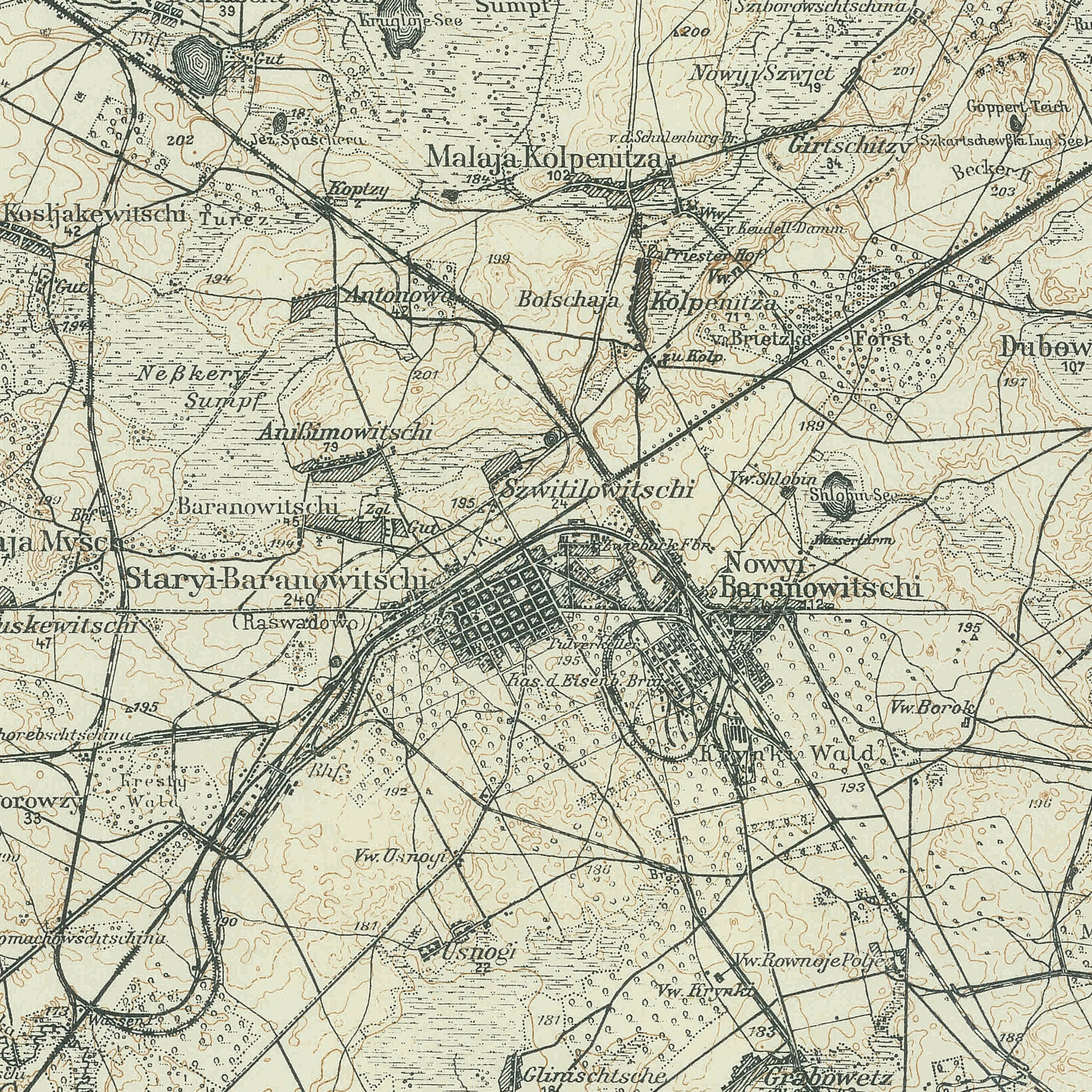
Eisenbahnknoten Baranowitschi
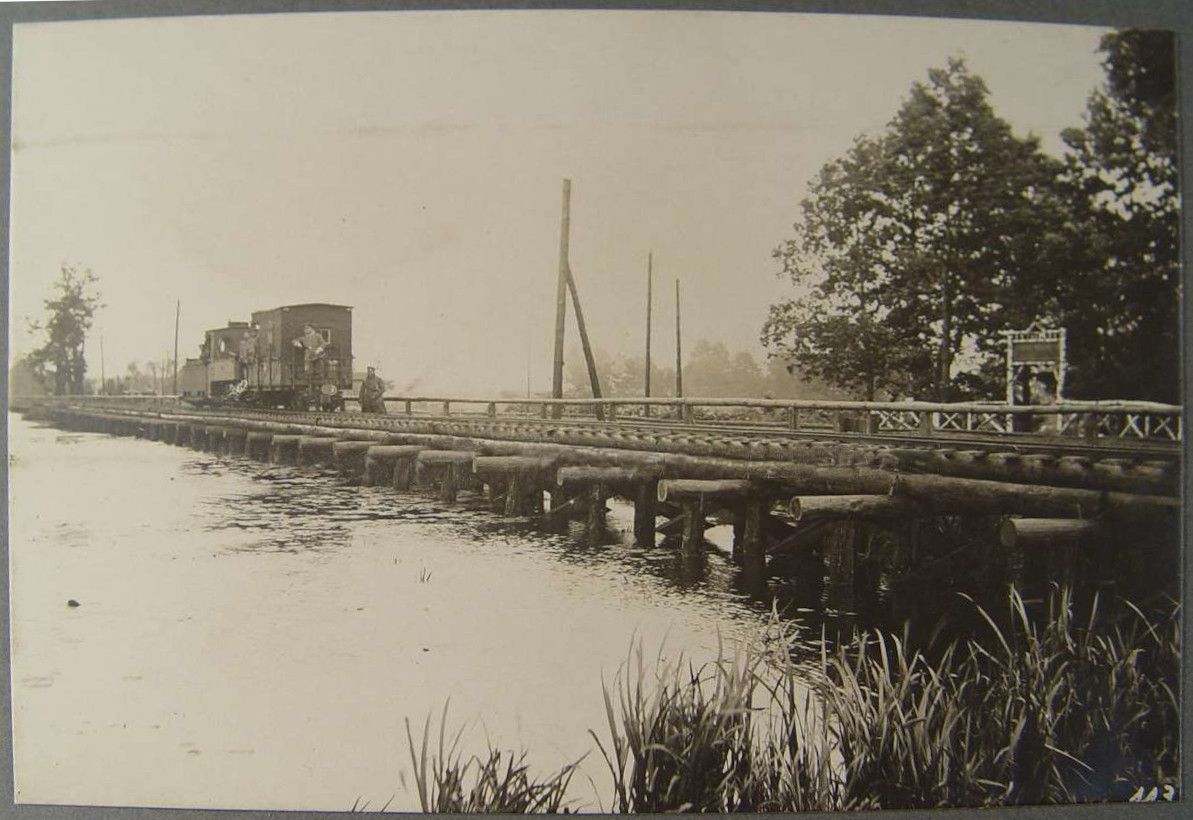
Myschankabrücke
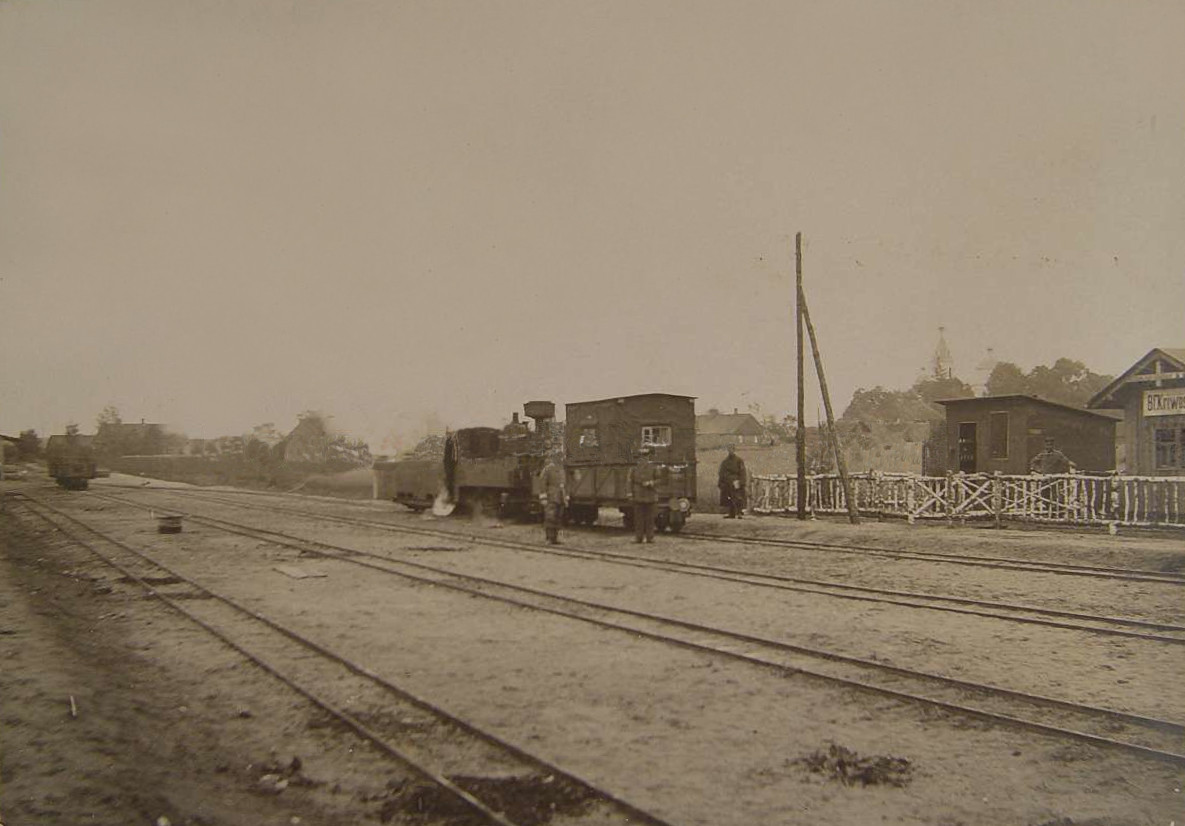
Bahnhof Kriwoschin
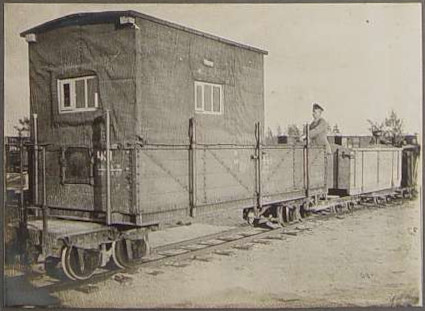
Revisionswagen